# Góry Majskie
Góry Majskie (ros.: Майский хребет, Majskij chriebiet) – pasmo górskie w azjatyckiej części Rosji, w Kraju Chabarowskim. Rozciąga się na długości ok. 200 km pomiędzy rzeką Udą (uchodzi do Morza Ochockiego) a jej dopływem, Mają. Najwyższy szczyt osiąga 1983 m n.p.m. Pasmo zbudowane ze skał metamorficznych i granitów, na południowym wschodzie ze skał wulkanicznych i tufu. Zbocza porozcinane głębokimi dolinami. Stoki porośnięte są tajgą świerkowo-jodłową i modrzewiową. Powyżej 1000 m n.p.m. występują zarośla sosny karłowej i tundra górska.